# Under the Ladder
Under the Ladder – singiel ukraińskiego piosenkarza Kostiantyna „Melovina” Boczarowa, wydany cyfrowo 5 marca 2018 roku pod szyldem wytwórni UMPG Music. Utwór został premierowy zaprezentowany 15 stycznia 2018 roku w serwisie YouTube. Piosenkę napisali Mike Ryals i Anton Karskij we współpracy z Melovinem.
Tekst piosenki opowiada o „porażkach, które poprzez koleje losu prowadzą do sukcesu”.
Kompozycja wygrała finał ukraińskich eliminacji eurowizyjnych Widbir 2018, dzięki czemu reprezentowała Ukrainę w 63. Konkursie Piosenki Eurowizji, organizowanym w maju 2018 roku w Lizbonie.

## Lista utworów
Digital download
1. „Under the Ladder” – 3:00
2. „Under the Ladder” (Instrumental Version) – 3:00